# Canadian Music Hall of Fame
Canadian Music Hall of Fame (Kanadská hudební síň slávy) je ocenění pro kanadské hudebníky a hudební skupiny, kteří se zasloužili o kulturu v hudební oblasti. Poprvé bylo předáváno v roce 1978 a v následujících letech se vždy ceremoniál konal ve stejném termínu jako předávání cen Juno.

## Uvedení
- 1978: Guy Lombardo, Oscar Peterson
- 1979: Hank Snow
- 1980: Paul Anka
- 1981: Joni Mitchell
- 1982: Neil Young
- 1983: Glenn Gould
- 1984: The Crewcuts, The Diamonds, The Four Lads
- 1985: Wilf Carter
- 1986: Gordon Lightfoot
- 1987: The Guess Who
- 1989: The Band
- 1990: Maureen Forrester
- 1991: Leonard Cohen
- 1992: Ian and Sylvia
- 1993: Anne Murray
- 1994: Rush
- 1995: Buffy Sainte-Marie
- 1996: David Clayton-Thomas, Denny Doherty, John Kay, Domenic Troiano, Zal Yanovsky
- 1997: Gil Evans, Lenny Breau, Maynard Ferguson, Moe Koffman, Rob McConnell
- 1998: David Foster
- 1999: Luc Plamondon
- 2000: Bruce Fairbairn
- 2001: Bruce Cockburn
- 2002: Daniel Lanois
- 2003: Tom Cochrane
- 2004: Bob Ezrin
- 2005: The Tragically Hip
- 2006: Bryan Adams
- 2007: Bob Rock
- 2008: Triumph
- 2009: Loverboy
- 2010: April Wine
- 2011: Shania Twain
- 2012: Blue Rodeo
- 2013: k.d. lang
- 2014: Bachman–Turner Overdrive[1]
- 2015: Alanis Morissette